# Cocción

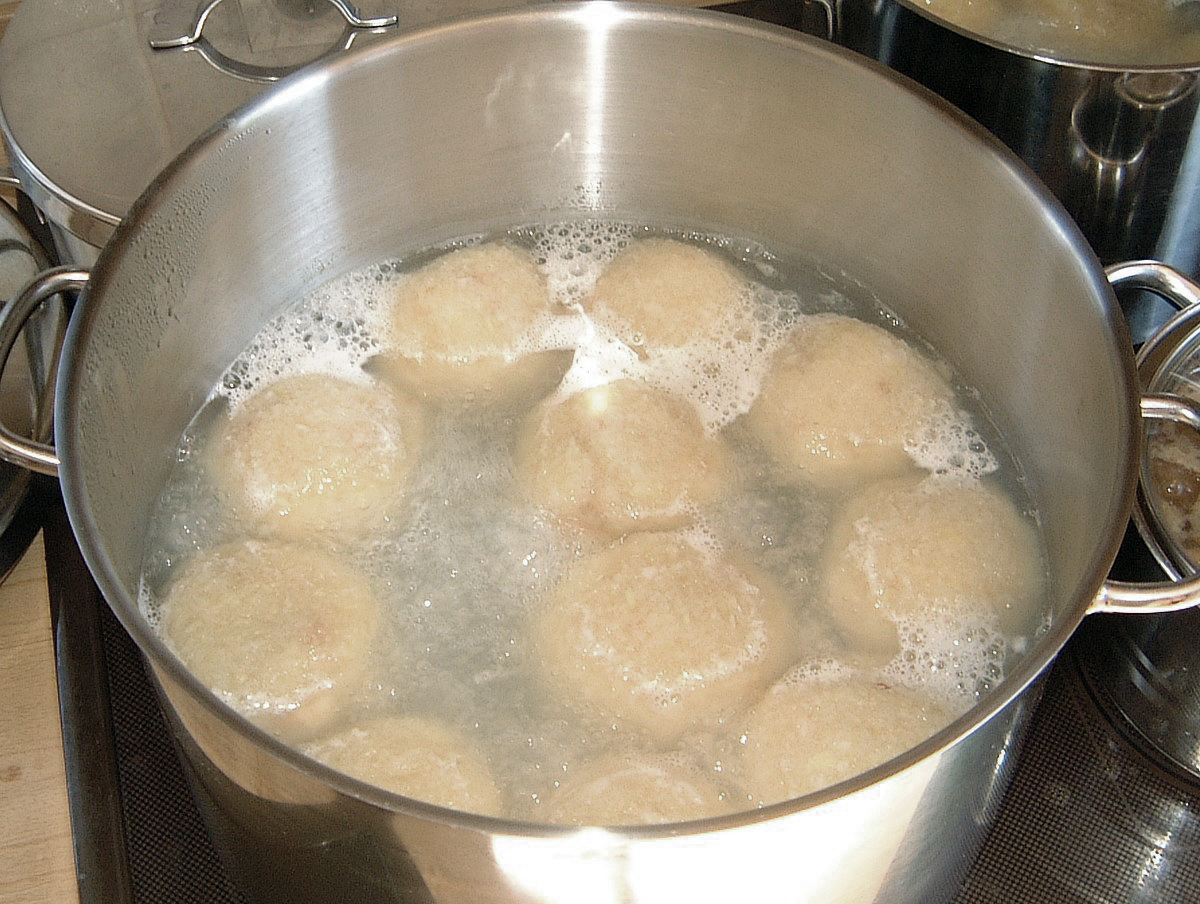
La cocción es uno de los procesos básicos del acto de cocinar.

La cocción es la operación culinaria que se sirve del calor para que un alimento sea más rico, apetecible, comestible y digerible, favoreciendo también su conservación. La mayoría de las frutas y muchas verduras pueden comerse crudas, así como en determinados casos la carne, el pescado y los huevos, sin embargo la mayoría de los productos se cocinan.
La cocina, gastronomía o arte culinario es el arte, la ciencia y la artesanía de utilizar el calor para preparar alimentos para el consumo. Las técnicas de cocción y los ingredientes varían mucho, desde asar los alimentos sobre un fuego abierto hasta utilizar hornillos eléctricos, pasando por hornear en diversos tipos de hornos, según las condiciones locales.
Los tipos de cocina también dependen de los niveles de habilidad y formación de los cocineros. Cocinan tanto las personas en sus propias viviendas como los cocineros y chefs profesionales en restaurantes y otros establecimientos de alimentación.
La preparación de alimentos con calor o fuego es una actividad exclusiva de los humanos. Existen pruebas arqueológicas de fuegos de cocina de hace al menos 300.000 años, pero algunos estiman que los humanos empezaron a cocinar hace hasta 2 millones de años.

## Funciones de la cocción
La principal función por la que realizamos la cocción sería la modificación de los alimentos para hacerlos más apetecibles, para que esto ocurra se dan una serie de particularidades que hacen que el alimento sea agradable a nuestros sentidos:

### Modificación de los componentes
Mediante la cocción modificamos los componentes físicos y bioquímicos del alimento, mediante uno o varios de estos procesos: ablandamiento, coagulación, hinchamiento o disolución. Gracias a ello los productos los podemos consumir mejor (arroz, harina, legumbres secas...) o son más fáciles de absorber. Así pues, con la cocción de las verduras conseguiremos la destrucción de la pectina o del almidón y con ello lograremos que el alimento se ablande, facilitando la digestión.
Si se cuecen carnes o pescados, en primer lugar se modificará el color, más adelante comenzará a disminuir la cantidad de jugo y terminará deshidratándose el tejido conjuntivo (colágeno), contribuyendo a su tiernización. Además de la coagulación de las proteínas, lo que las hace más digestibles.

### Transformación externa del producto
Mediante la cocción modificaremos externamente ciertos tipos de alimentos. Las dos transformaciones que se pueden producir son:
- Coloración: se produce en los gratinados, asados, glaseados.
- Hinchamiento: Como el que ocurre en panes, souflés, bollería...

### Reducción o extracción de los jugos y principios nutritivos
La forma de realizar esta transformación puede ser por:
- Concentración: consiste en someter el alimento a un choque térmico rápidamente sin pérdida de muchos sabores ni sustancias, aunque la pérdida de líquidos será casi igual de considerable que por la extracción.
- Extracción: en este caso el alimento se sumergiría en un líquido frío, dejando que sus sustancias tengan un mayor tiempo de extracción para cuando esté cocinado, impregnando de sabores y de sustancias deseadas o indeseadas dicho líquido.
- Una forma mixta: sería el caso del braseado, en el que se le da un golpe de calor al producto sin dejar que tome demasiado color y posteriormente se introduce en un líquido donde continuará la cocción.

- Estofado: método de cocinado por elementos húmedos, previo dorado en grasa, por lo que se considera una técnica de cocción mixta, contracción al rehogar en materia la grasa caliente y expansión al verter a continuación el líquido de cocción.
- Braseado: método de cocinado mixto en el que interviene la cocción por concentración en grasa caliente impidiendo así la pérdida de jugos naturales, seguida de una cocción por concentración dentro de otro líquido

### Desarrollo del sabor y el aroma
En general la cocción desarrolla los sabores, aunque es posible que en algunos casos se atenúen, sobre todo con sabores ácidos y amargos. Con los condimentos y la mezcla de distintos ingredientes lograremos el desarrollo de nuevas sensaciones sápidas y olfativas. Para la modificación, tanto del sabor, como del olor, disponemos además de la cocción de diversas técnicas: la maceración, el flambeado, la reducción.
Al vapor: Cocción que se obtiene al preparar los alimentos en una rejilla o colador sobre un Baño de María y que no toquen nunca el agua, así los alimentos conservan sus nutrientes, su jugosidad y su color. Podemos aromatizar, poniendo en el agua alguna hierba fina como albahaca, romero o laurel.
Brasear: Es una cocción lenta y prolongada, se comienza asando el alimento sobre la plancha bien caliente para sellarlo y luego lo ponemos en una olla con tapa sobre un lecho de sofrito preparado con una mirepoix de cebollas, zanahorias, y apio España, cerramos herméticamente y terminamos la cocción en el horno moderado. El vapor que desprenden las hortalizas caerá en gotas sobre el alimento, cocinándolo en su propio jugo. Es la forma de cocción que se utiliza en carnes enteras de un kilo cuando menos.
Estofar: Es un guiso que se hace a fuego muy lento, se parece al braseado pero la humedad viene dada por la añadidura de un caldo o fondo y que la carne está cortada en trozos, terminando la cocción a fuego lento sobre la hornilla en una olla herméticamente cerrada.
Calor halógeno: Utiliza ondas radioactivas o de calor para la cocción acelerada

### Destrucción de elementos nocivos
Gracias al calor se consigue la destrucción de prácticamente todos los agentes causales de enfermedades que se encuentran en los alimentos crudos. Entre los más comunes encontramos bacterias como la Salmonella, algunas especies de Vibrio y otras de Yersinia, que ocasionan trastornos gastrointestinales; la Escherichia coli, alguna de cuyas cepas producen el síndrome urémico hemolítico; la Francisella tularensis, agente causal de la tularemia; nematodos como el Anisakis en ciertos pescados, la Trichinella en la carne de cerdo, jabalíes y otros carnívoros silvestres; o cestodos como las tenías (lombriz solitaria) saginata y solium en carne porcina o vacuna; o protozoarios patógenos como el Toxoplasma gondii en los músculos de varios mamíferos comestibles, ovinos, vacunos y porcinos, entre ellos.
Además se inactivan algunos aminoácidos tóxicos naturales como la Phasina en judías, y ciertos alcaloides tóxicos, como la solanina de la papa.

## Ingredientes
La mayoría de los ingredientes de la cocina proceden de organismos vivos. Las verduras, las frutas, los cereales y los frutos secos, así como las hierbas y las especias, proceden de las plantas, mientras que la carne, los huevos y los productos lácteos proceden de los animales. Las setas y la levadura que se utiliza en repostería son tipos de fungi. Los cocineros también utilizan agua y minerales como la sal. Los cocineros también pueden utilizar vino o alcohol.
Los ingredientes naturales contienen diversas cantidades de moléculas denominadas proteínas, hidratos de carbonos y grasas. También contienen agua y minerales. La cocción implica una manipulación de las propiedades químicas de estas moléculas.

### Carbohidratos
Los carbohidratos incluyen el azúcar común (la sacarosa, o azúcar de mesa), disacáridos, y azúcares simples como la glucosa (producida por división enzimática de la sacarosa) y la fructosa (de la fruta), y almidónes de fuentes como la harina de cereales, el arroz, el arrurruz y la patata.
La interacción del calor y los carbohidratos es compleja. Los azúcares de cadena larga como el almidón tienden a descomponerse en azúcares más simples más digeribles. Si los azúcares se calientan hasta que toda el agua de cristalización es expulsada, comienza la caramelización, en la que el azúcar sufre una descomposición térmica con la formación de carbono, y otros productos de descomposición que producen caramelo. Del mismo modo, el calentamiento de azúcares y proteínas provoca la reacción de Maillard, una técnica básica para potenciar el sabor.
Una emulsión de almidón con grasa o agua puede, cuando se calienta suavemente, proporcionar espesamiento al plato que se está cocinando. En parte de la cocina europea, se utiliza una mezcla de mantequilla y harina llamada roux para espesar líquidos y hacer guisos o salsas. En la cocina asiática, se obtiene un efecto similar con una mezcla de arroz o almidón de maíz y agua. Estas técnicas se basan en las propiedades de los almidones para crear sacáridos mucilaginosos más simples durante la cocción, lo que provoca el conocido espesamiento de las salsas. Sin embargo, este espesamiento se rompe con el calor.

### Grasas

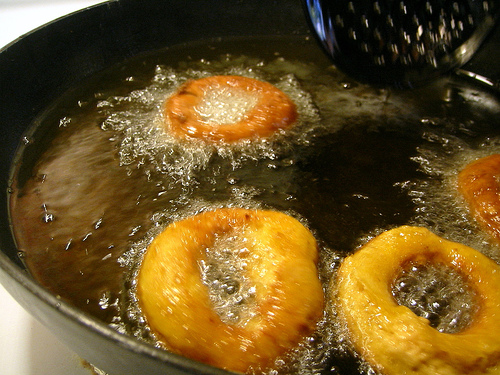
Fritura de donas en aceite.

Entre los tipos de grasa se incluyen los aceites vegetales, los productos animales como la mantequilla y la manteca de cerdo, así como las grasas de cereales, incluidos los aceites de maíz y lino. Las grasas se utilizan de diversas formas en la cocina y la repostería. Para preparar salteados, queso a la plancha o tortitas, se suele untar la sartén o la plancha con grasa o aceite. Las grasas también se utilizan como ingrediente en productos horneados como galletas, pasteles y tartas. Las grasas pueden alcanzar temperaturas superiores al punto de ebullición del agua, por lo que a menudo se utilizan para transmitir el calor a otros ingredientes, por ejemplo al freír, freír o saltear. Las grasas se utilizan para dar sabor a los alimentos (por ejemplo, la mantequilla o la grasa de tocino), evitar que los alimentos se peguen a las sartenes y crear una textura deseable.

### Proteínas
La materia animal comestible, incluidos músculo, vísceras, leche, huevos y clara de huevo, contiene cantidades sustanciales de proteínas. Casi toda la materia vegetal (en particular leguminosas y semillas) también incluye proteínas, aunque generalmente en menor cantidad. Las setas tienen un alto contenido en proteínas. Cualquiera de ellos puede ser fuente de aminoácidos esenciales. Cuando las proteínas se calientan, se desnaturalizan (se despliegan) y cambian de textura. En muchos casos, esto hace que la estructura del material se vuelva más blanda o más friable - la carne se cuece y es más friable y menos flexible. En algunos casos, las proteínas pueden formar estructuras más rígidas, como la coagulación de la albúmina en las claras de huevo. La formación de una matriz relativamente rígida pero flexible a partir de la clara de huevo proporciona un componente importante en la cocción de pasteles, y también es la base de muchos postres a base de merengue.

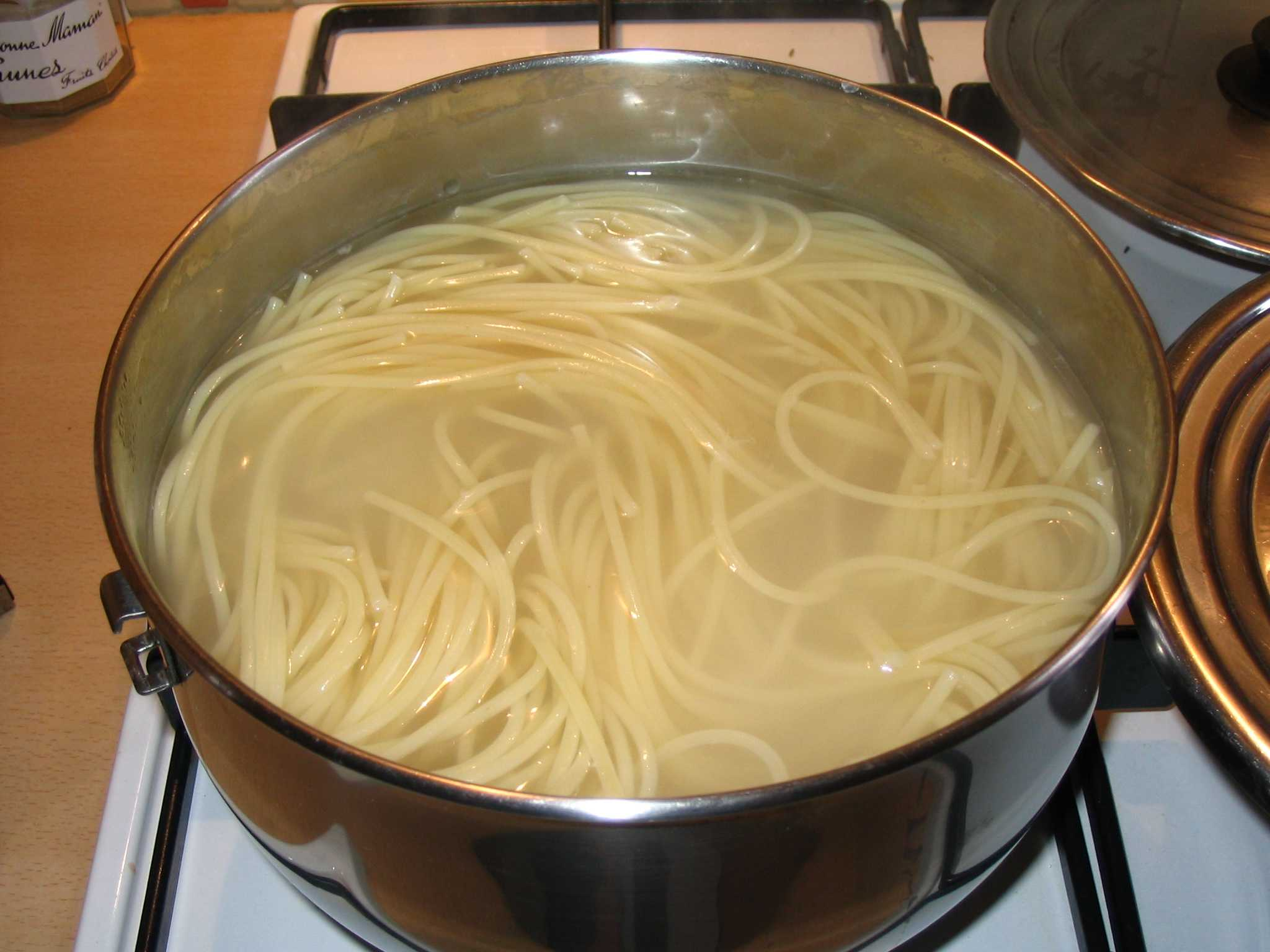
El agua se utiliza a menudo para cocinar alimentos como fideos.

### Agua
En la cocina a menudo intervienen el agua y los líquidos de base acuosa. Éstos pueden añadirse para sumergir las sustancias que se están cocinando (esto suele hacerse con agua, caldo o vino). Otra posibilidad es que los propios alimentos desprendan agua. Un método favorito para dar sabor a los platos es guardar el líquido para utilizarlo en otras recetas.  Los líquidos son tan importantes en la cocina que el nombre del método de cocción utilizado a menudo se basa en cómo se combina el líquido con el alimento, como en cocer al vapor, cocer a fuego lento, hervir, estofar y escaldar. Calentar el líquido en un recipiente abierto provoca un rápido aumento de la evaporación, lo que concentra los elementos saborizantes y los ingredientes restantes; se trata de un componente fundamental tanto para guisar como para hacer salsas.

### Vitaminas y minerales

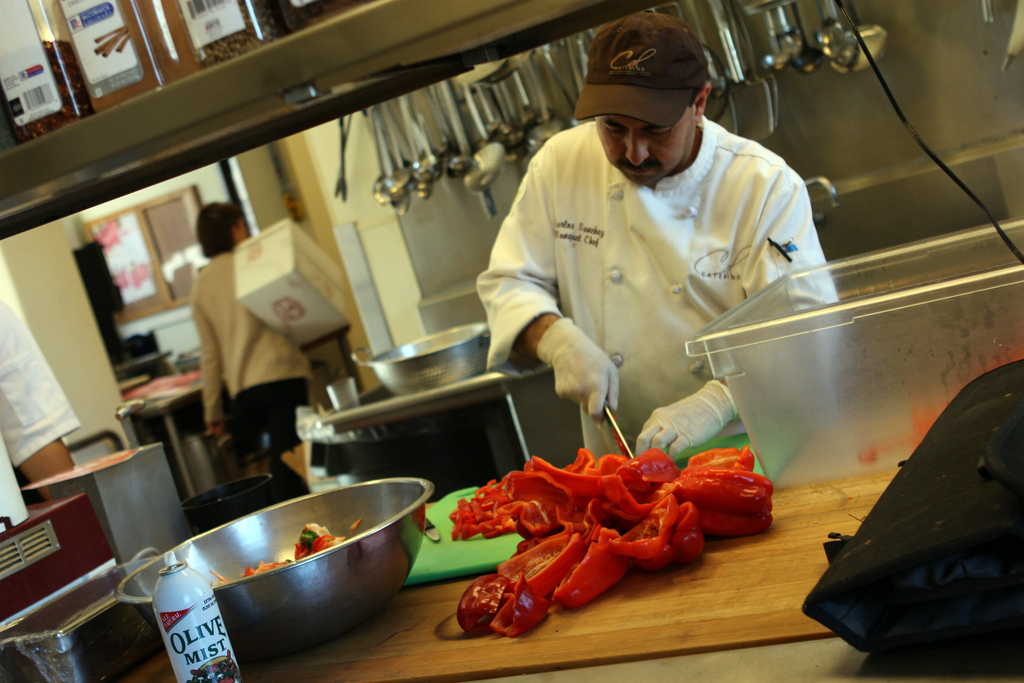
Las verduras contienen importantes vitaminas y minerales.

Las vitaminas y los minerales son necesarios para el metabolismo normal; y lo que el organismo no puede fabricar por sí mismo debe proceder de fuentes externas. Las vitaminas proceden de varias fuentes, como la fruta y la verdura frescas (Vitamina C), las zanahorias, el hígado, (Vitamina A), el salvado de cereales, el pan, el hígado (vitaminas del grupo B), el aceite de hígado de pescado (Vitamina D) y las verduras verdes frescas (Vitamina K). También son esenciales muchos minerales en pequeñas cantidades, como el hierro, el calcio, el magnesio, el cloruro sódico y el azufre; y en cantidades muy pequeñas el cobre, el zinc y el selenio. Los micronutrientes, minerales y vitaminas en frutas y verduras pueden ser destruidos o inactivados por la cocción. La vitamina C es especialmente propensa a la oxidación durante la cocción y puede destruirse por completo con una cocción prolongada. La biodisponibilidad de algunas vitaminas como tiamina, vitamina B6, niacina, folato y carotenoides aumenta con la cocción al liberarse de la microestructura de los alimentos. Escaldar o cocer al vapor las verduras es una forma de minimizar la pérdida de vitaminas y minerales al cocinarlas.

## Historia
Los análisis filogenéticos sugieren que los primeros homínidos podrían haber adoptado la cocina hace entre 1 y 2 millones de años. El reanálisis de fragmentos óseos quemados y cenizas de plantas de la cueva de Wonderwerk, en Sudáfrica, ha aportado pruebas de que los primeros humanos ya controlaban el fuego hace 1 millón de años. En su obra Catching Fire: How Cooking Made Us Human, Richard Wrangham sugirió que la evolución del bipedismo y una gran capacidad craneal significaban que los primeros Homo habilis cocinaban los alimentos con regularidad. Sin embargo, las pruebas inequívocas del uso controlado del fuego en los registros arqueológicos se remontan a 400.000 a. C., mucho después del Homo erectus . En toda Europa y Oriente Próximo se han encontrado pruebas arqueológicas de hace 300.000 años en forma de antiguos hogares, hornos de tierra, huesos de animales quemados y sílex. Las pruebas más antiguas (a través de dientes de pescado calentados procedentes de una cueva profunda) del uso controlado del fuego para cocinar alimentos por parte de los humanos arcaicos datan de hace unos 780.000 años. Los antropólogos creen que los fuegos generalizados para cocinar comenzaron hace unos 250.000 años, cuando aparecieron por primera vez los hogares.
Recientemente se ha informado de que los hogares más antiguos tienen al menos 790.000 años.

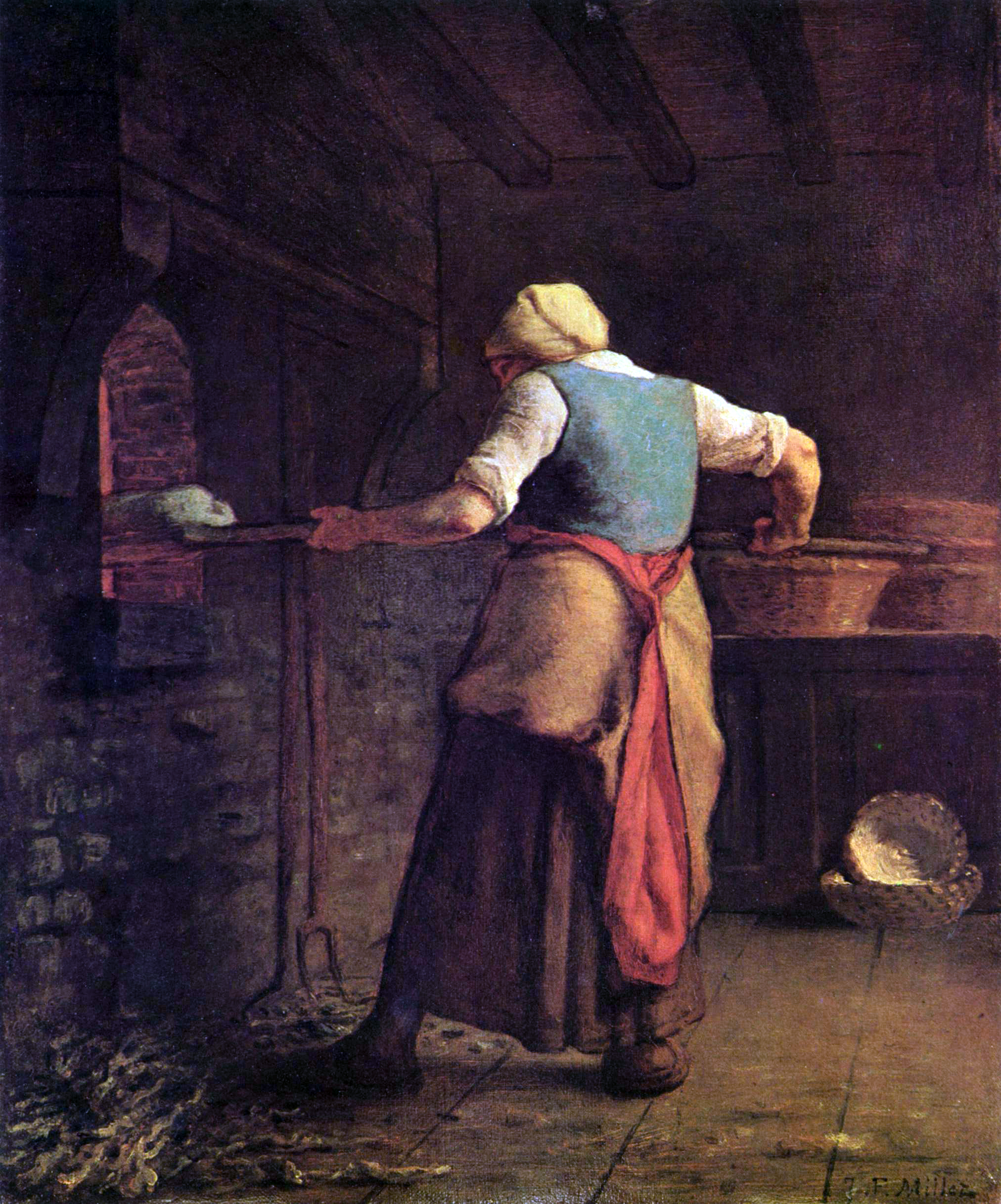
Cocción en un horno de pan histórico, en un cuadro de Jean-François Millet, 1854.

La comunicación entre el Viejo y el Nuevo Mundo en el Intercambio Colombino influyó en la historia de la cocina. El movimiento de alimentos a través del Atlántico desde el Nuevo Mundo, como las patatas, los tomates, el maíz, las judías, el pimiento, el chile, la vainilla, la calabaza, la mandioca, el aguacate, el cacahuete, la nuez, el anacardo, la piña, el arándano, el girasol, el chocolate, las calabazas y la calabaza, tuvo un profundo efecto en la cocina del Viejo Mundo. El transporte de alimentos procedentes del Viejo Mundo a través del Atlántico, como ganado vacuno, ovejas, cerdos, trigo, avena, cebada, arroz, manzanas, peras, guisantes, garbanzos, judías verdes, mostaza y zanahorias, también modificó la cocina del Nuevo Mundo.
En los siglos XVII y XVIII, la comida era un clásico marcador de identidad en Europa. En la "Era del Nacionalismo" del siglo XIX, la cocina se convirtió en un símbolo definitorio de la identidad nacional.
La Revolución Industrial trajo consigo la producción en masa, la comercialización masiva y la estandarización de los alimentos. Las fábricas procesaron, conservaron, enlataron y envasaron una gran variedad de alimentos, y los cereales procesados se convirtieron rápidamente en un rasgo definitorio del desayuno estadounidense. En la década de 1920 surgieron los métodos de congelación, las cafeterías y los restaurantes de comida rápida.